# 2001 RZ143
2001 RZ143, também escrito como 2001 RZ143, é um objeto transnetuniano (TNO) que está localizado no cinturão de Kuiper, uma região do Sistema Solar. Ele é classificado como um cubewano. O mesmo possui uma magnitude absoluta de 6,6 e tem um diâmetro com cerca de 108 km, por isso é improvável que o mesmo possa ser classificado como um planeta anão, devido ao seu tamanho relativamente pequeno. Este corpo celeste é um sistema binário, o outro componente, o S/2007 (2001 RZ143) 1, possui um diâmetro estimado em cerca de 90 km.

## Descoberta
2001 RZ143 foi descoberto no dia 12 de setembro de 2001 por Marc W. Buie.

## Órbita
A órbita de 2001 RZ143 tem uma excentricidade de 0,062 e possui um semieixo maior de 43,989  UA. O seu periélio leva o mesmo a uma distância de 41,251 UA em relação ao Sol e seu afélio a 46,726 UA.